# Накадай Тацуя
Тацу́я Накада́й (яп. 仲代 達矢, ромадзі: Tatsuya Nakadai, справжнє ім'я — Мотохі́са Накада́й (яп. 仲代 元久); нар. 13 грудня 1932, Токіо, Японія) — японський театральний, кіноактор та сейю.

## Біографія
Тацуя Накадай народився 13 грудня 1932 року в Токіо (Японія), в дуже бідній сім'ї, через що не міг собі дозволити здобути вищу освіту. Він захоплювався американськими фільмами та був шанувальником таких акторів, як Джон Вейн і Марлон Брандо. Накадай працював клерком у крамниці одягу до випадкової зустрічі з режисером Масакі Кобаяші, який запросив його на головну роль у своєму фільмі «За товстою стіною» (1956). Наступного року Акіра Куросава зняв Накадая в епізодичній ролі самурая, що проходить по мосту у стрічці «Сім самураїв». Першою великою акторською роботою Накадая стала роль молодого якудза Джо у фільмі Кобаяші 1957 року «Чорна річка».
До 1960 року Накадай зіграв більше 20 ролей у різних фільмах кінокомпанії Shochiku, швидко завоювавши визнання і популярність. Актор продовжував працювати з Кобаяші і в 1960-ті роки, зігравши в 11 фільмах режисера та здобувши у 1962-му свою першу Блакитну стрічку за роль старіючого роніна Ханшіро Цуґумо у стрічці «Харакірі».
Тацуя Накадай від самого початку своєї кар'єри не став себе пов'язувати довгостроковими контрактами ні з однією зі студій-гігантів японської кіноіндустрії і тому міг приймати будь-які пропозиції, граючи різнопланові ролі. У 1954-1985 роках Накадай зіграв у 6 фільмах Куросави («Охоронець», «Відважний Сандзюро («Відважний самурай»)», «Рай та пекло», «Ран»). За виконання головної ролі у фільмі Куросави «Тінь воїна», який був відзначений Золотою пальмовою гілкою Каннського міжнародного кінофестивалю, актор отримав як найкращий актор другу премію Блакитна стрічка та ще кілька національних професійних кінонагород.
Накадай знімався також у стрічках таких відомих японських режисерів, як Кіхаті Окамото, Хідео Гося (по 9 фільмів), Кон Ітікава (6 фільмів), Мікіо Нарусе (5 фільмів) та ін. Всього за час своєї акторської кар'єри Накадай знявся у понад 125-ти стрічках.
Окрім роботи в кіно Накадай грає в театрі, знімається на телебаченні, працює над озвучуванням та займається педагогічною діяльністю.
2015 року Тацуя Накадай був нагороджений японським Орденом Культури У 2016-му був відзначений Почесною премією від Асоціації національної Премії Японської академії.

## Фільмографія (вибіркова)
| Рік  |    | Українська назва                           | Оригінальна назва                            | Роль                                            |
| ---- | -- | ------------------------------------------ | -------------------------------------------- | ----------------------------------------------- |
| 1956 | ф  | За товстою стіною                          | Kabe atsuki heya                             |                                                 |
| 1957 | ф  | Невгомонна                                 | Arakure                                      |                                                 |
| 1957 | ф  | Ризикуючий герой                           | Kiken na eiyu                                |                                                 |
| 1957 | ф  | Чорна річка                                | Kuroi kawa                                   | Джо                                             |
| 1958 | ф  | Усе про заміжжя                            | Kekkon no subete                             |                                                 |
| 1958 | ф  | Полум'я                                    | Enjô                                         | Токарі                                          |
| 1958 | ф  | Голе сонце                                 | Hadaka no taiyo                              |                                                 |
| 1959 | ф  | Доля людська                               | Ningen no joken I                            | Каджі                                           |
| 1959 | ф  | Ключ                                       | Kagi                                         | Кімура                                          |
| 1959 | ф  | Доля людська 2                             | Ningen no joken II                           | Каджі                                           |
| 1960 | ф  | Коли жінка піднімається по сходах          | Onna ga kaidan wo agaru toki                 | Кенічі Комацу, менеджер                         |
| 1960 | ф  | Доньки, дружини, матері                    | Musume tsuma haha                            | Шінґо Курокі                                    |
| 1961 | ф  | Доля людська 3                             | Ningen no joken III                          | Каджі                                           |
| 1961 | ф  | Охоронець                                  | Yôjinbô                                      | Уносуке                                         |
| 1961 | ф  | Бути дружиною, бути жінкою                 | Tsuma to shite onna to shite                 | Мінамі                                          |
| 1961 | ф  | Розрізнені хмари                           | Kumo ga chigireru toki                       |                                                 |
| 1961 | ф  | Безсмертне кохання                         | Eien no hito                                 | Хайбей                                          |
| 1962 | ф  | Відважний Сандзюро                         | Tsubaki Sanjûrô                              | Хайбей Мурото                                   |
| 1962 | ф  | Спадщина                                   | Karami-ai                                    | Кікуо Фупукава                                  |
| 1962 | ф  | О-Ґін-сама                                 | Ogin sama                                    | Укон Такаяма                                    |
| 1962 | ф  | Харакірі                                   | Seppuku                                      | Ханшіро Цуґумо                                  |
| 1963 | ф  | Рай та пекло                               | Tengoku to jigoku                            | головний детектив Токура                        |
| 1963 | ф  | Біле і чорне                               | Shiro to kuro                                | Ханамо                                          |
| 1963 | ф  | Спадок п'ятисот тисяч                      | Gojuman-nin no isan                          | Міцура Ґунджі                                   |
| 1963 | ф  | Доля жінки                                 | Onna no rekishi                              | Ікімото                                         |
| 1964 | ф  | Квайдан: розповідь про загадкове і жахливе | Kaidan                                       | Mi nokichi (епізод «Yuki-Onna»)                 |
| 1965 | ф  | Йоцуя кайдан                               | Yotsuya kaidan                               | Іємон Тамія                                     |
| 1965 | ф  | Кров та пісок                              | Chi to suna                                  | Сакума                                          |
| 1965 | ф  | Меч долі                                   | Dai-bosatsu tôge                             | Рюносуке Цукуе                                  |
| 1966 | ф  | Телефонний дзвінок у пекло                 | Gohiki no shinshi                            | Ойда                                            |
| 1966 | ф  | Чуже обличчя                               | Tanin no kao                                 | містер Окуяма                                   |
| 1967 | ф  | Епоха вбивць і божевільних                 | Satsujin kyôjidai                            | Шіджі Кікьо                                     |
| 1967 | ф  | Повсталий                                  | Jôi-uchi: Hairyô tsuma shimatsu              | Татевакі Асано                                  |
| 1967 | ф  | Найдовший день Японії                      | Nihon no ichiban nagai hi                    | оповідач (озвучування)                          |
| 1968 | ф  | Сьогодні я, завтра ти....                  | Oggi a me... domani a te!                    | Джеймс Ельфеґо                                  |
| 1968 | ф  | Убий!                                      | Kiru                                         | Ґента                                           |
| 1968 | ф  | Адмірал Ямамото                            | Rengô kantai shirei chôkan: Yamamoto Isoroku | оповідач (озвучування)                          |
| 1968 | ф  | Людина-куля                                | Nikudan                                      | оповідач                                        |
| 1969 | ф  | Золото сьоґуна                             | Goyôkin                                      | Маґобей Вакідзака                               |
| 1969 | ф  | П'ять тисяч кілометрів до слави            | Eiko e no 5,000 kiro                         |                                                 |
| 1969 | ф  | Битва в японському морі                    | Nihonkai daikaisen                           | майор Ґенджіро Акаші                            |
| 1969 | ф  | Вбивця                                     | Hitokiri                                     | Хпнпейта Такечі                                 |
| 1969 | ф  | Кривава кінцівка                           | Tengu-tô                                     | Сентаро                                         |
| 1969 | ф  | Муки пекла                                 | Jigokuhen                                    | Йошіхіде                                        |
| 1970 | ф  | Поєдинок біля форту Езо                    | Ezo yakata no ketto                          | Дайдзеннокамі Хонджо                            |
| 1970 | ф  | Падіння Сьоґунату                          | Bakumatsu                                    | Шінтаро Накаока                                 |
| 1970 | ф  | Лиходій                                    | Buraikan                                     | Наоджіро Катаока                                |
| 1970 | ф  | Затойчі і свято феєрверків                 | atôichi abare-himatsuri                      | ронін                                           |
| 1971 | ф  | Битва за Окінаву                           | Gekido no showashi: Okinawa kessen           | полковник Хіромічі Яхара                        |
| 1971 | ф  | Ми помираємо просто так                    | Inochi bô ni furô                            | Садашічі                                        |
| 1971 | ф  | Вовки                                      | Shussho Iwai                                 | Сейджі Івахаші                                  |
| 1973 | мф | Сумна Беладонна                            | Kanashimi no Beradonna                       | Девіль, озвучування                             |
| 1973 | ф  | Революція людини                           | Ningen kakumei                               |                                                 |
| 1973 | ф  | Пісня вранішньої зорі                      | Asayake no uta                               | Сакудзо                                         |
| 1975 | ф  | Ворота молодості                           | Seishun no mon                               | Юкі, батько Шінсуке                             |
| 1975 | ф  | Бойовий клич                               | Tokkan                                       |                                                 |
| 1975 | ф  | Ваш покірний слуга кіт                     | Wagahai wa neko de aru                       | Кушамі                                          |
| 1975 | ф  | Кільцеподібне затемнення сонця             | Kinkanshoku                                  | Хошіно, головний секретар кабінету              |
| 1976 | ф  | Безплідна зона                             | Fumô chitai                                  |                                                 |
| 1977 | ф  | Суґата Сансіро (Геній дзюдо)               | Sugata Sanshiro                              | Яно                                             |
| 1978 | ф  | Бджолина матка                             | Joôbachi                                     | Ґіндзо Дайдоджі                                 |
| 1978 | ф  | Кумокірі Нізаемон (Бандити проти самураїв) | Kumokiri Nizaemon                            | Кумокірі Нізаемон                               |
| 1978 | ф  | Жар-птах                                   | Hi no tori                                   | Jingi the Conqueror, leader of the Takamagahara |
| 1978 | ф  | Синє раздво                                | Burû Kurisumasu                              | Мінамі                                          |
| 1979 | ф  | Нічний мисливець                           | Yami no karyudo                              | Ґоиьо Кійомеон                                  |
| 1980 | ф  | Тінь воїна                                 | Kagemusha                                    | Такеда Шінґен / Воїн-тінь                       |
| 1980 | ф  | Висота 203                                 | 203 kochi                                    | генерал Ноґі                                    |
| 1981 | ф  | Умисне вбивство                            | Nihon no atsui hibi bôsatsu: Shimoyama jiken | Яшіро                                           |
| 1982 | ф  | Життя Ханако Кірюїн                        | Kiryûin Hanako no shôgai                     | Масаґоро Кірюїн                                 |
| 1983 | мф | Космічний крейсер Ямато: Фільм п'ятий      | Uchû senkan Yamato: Kanketsuhen              | оповідач (озвучування)                          |
| 1984 | ф  | Північні світляки                          | Kita no hotaru                               | Такеші Цукіґата                                 |
| 1985 | ф  | Ран                                        | Ran                                          | князь Хідетора Ітімондзі                        |
| 1985 | ф  | Будинок без їжі                            | Shokutaku no nai ie                          | Набаюкі Кідоджі                                 |
| 1987 | ф  | Історія Хачіко                             | Hachikô monogatari                           | Шюджіро Уено                                    |
| 1987 | ф  | Вбивство Атамі                             | Atami satsujin jiken                         | Дейбен Нікайдо                                  |
| 1989 | ф  | Повернення з річки Квай                    | Return from the River Kwai                   | майор Харада                                    |
| 1989 | ф  | 226                                        |                                              | Суґіяма                                         |
| 1991 | ф  | Каґеро                                     | Kagerô                                       | Цунеджіро Мурай                                 |
| 1992 | ф  | Княжна Ґо                                  | Gô-hime                                      | Орібе Фурута                                    |
| 1992 | ф  | Місто чудовиськ                            | Yao shou du shi                              | Дайшю                                           |
| 1999 | ф  | Після дощу                                 | Ame agaru                                    | Цуджі Ґеттан                                    |
| 1999 | ф  | Зачарований                                | Kin'yû fushoku rettô: Jubaku                 | Хідеакі Сасакі                                  |
| 2001 | ф  | Помста на продаж                           | Sukedachi-ya Sukeroku                        | Уметаро Катакура                                |
| 2002 | ф  | І знову засяє сонце                        | Hi wa mata noboru                            | Мацушіта                                        |
| 2003 | ф  | Про жінок і Асурів                         | Ashura no gotoku                             | Котаро Такезава                                 |
| 2004 | с  | Оплакуючи кохання в самому центрі світу    | Sekai no chûshin de, ai wo sakebu            | Мацумото Кентаро                                |
| 2005 | ф  | Ямато                                      | Otoko-tachi no Yamato                        | Кацумі Каміо (у 75 років)                       |
| 2006 | ф  | Вбивця клану Інуґамі                       | Inugami-ke no ichizoku                       | Сахей Інуґамі                                   |
| 2009 | ф  | Листи про кохання із шухляди столу         | Hikidashi no naka no rabu retâ               | Койдзо Наямі                                    |
| 2010 | ф  | Подорож з Хару                             | Haru tono tabi                               | Тадао Накай                                     |
| 2010 | ф  | Затойчі: Останній                          | Zatôichi: The Last                           |                                                 |
| 2012 | ф  | Японська трагедія                          | Nihon no higeki                              | Фуджьо                                          |
| 2012 | ф  | До світанку                                | Tsunagu                                      |                                                 |
| 2013 | ф  | Людська довіра                             | Jinrui shikin                                | Нобухіро Сасакура                               |
| 2013 | мф | Оповідь про принцесу Каґуя                 | Kaguyahime no monogatari                     | озвучування                                     |
| 2014 | мф | Острів Джованні                            | Jobanni no shima                             | озвучування                                     |
| 2015 | с  | Злочинна брехня                            | Zainin no uso                                |                                                 |
| 2014 | ф  | Ще не листопад                             | Before the Leaves Fall                       |                                                 |

## Ролі в театрі
| Рік  | Назва                     | Роль                 | Режисер                   |
| ---- | ------------------------- | -------------------- | ------------------------- |
| 1964 | Гамлет                    | Гамлет               | Корея Сенда               |
| 1968 | Йоцуя Кайдан              | Тамія Іємон          | Ейтаро Озава              |
| 1971 | Отелло                    | Отелло               | Корея Сенда               |
| 1974 | Річард III                | Річард               | Тошікійо Масумі           |
| 1975 | На дні                    | Сатін                | Тошікійо Масумі           |
| 1978 | Цар Едіп                  | Едіп                 | Томоє Рю (Ясуко Міядзакі) |
| 1982 | Макбет                    | Макбет               | Томоє Рю (Ясуко Міядзакі) |
| 1990 | Сірано де Бержерак        | Сірано де Бержерак   | Томоє Рю (Ясуко Міядзакі) |
| 2000 | Смерть коммівояжера       | Вільям "Віллі" Ломен | Кійото Наяші              |
| 2001 | Віндзорські насмішниці    | Джон Фальстаф        | Кійото Наяші              |
| 2005 | Шофер міс Дейзі           | Гоук                 | Ікумі Танно               |
| 2008 | Дон Кіхот                 | Мігель де Сервантес  | Ікумі Танно               |
| 2010 | Юн Габріель Боркман       | Юн Габріель Боркман  | Тамія Куріяма             |
| 2013 | Замок герцога Синя Борода | бард                 | Мічуйоші Іноуе            |
| 2014 | Беррімор                  | Джон Беррімор        | Ікумі Танно               |
| 2014 | Ромео і Джульєтта         | батько Лоуренс       | Ікумі Танно               |

## Визнання
| Рік                               | Категорія/Нагорода                      | Фільм                                   | Результат | Результат |
| --------------------------------- | --------------------------------------- | --------------------------------------- | --------- | --------- |
| Премія Майніті                    |                                         |                                         |           |           |
| 1962                              | Найкращий актор                         | Доля людська та Безсмертне кохання      | Перемога  |           |
| 1981                              | Найкращий актор                         | Тінь воїна                              | Перемога  |           |
| Премія Kinema Junpo               |                                         |                                         |           |           |
| 1963                              | Найкращий актор                         | Харакірі та Відважний Сандзюро          | Перемога  |           |
| Премія «Блакитна стрічка»         |                                         |                                         |           |           |
| 1963                              | Найкращий актор                         | Харакірі                                | Перемога  |           |
| 1981                              | Найкращий актор                         | Тінь воїна та Висота 203                | Перемога  |           |
| Премія Японської академії         |                                         |                                         |           |           |
| 1983                              | Найкращий актор                         | Життя Ханако Кірюїн                     | Номінація |           |
| 1987                              | Найкращий актор                         | Вбивство Атамі                          | Номінація |           |
| 2016                              | Спеціальна Почесна премія від Асоціації | Спеціальна Почесна премія від Асоціації | Перемога  |           |
| Осакський азійський кінофестиваль |                                         |                                         |           |           |
| 2013                              | Спеціальна згадка                       | Японська трагедія                       | Перемога  |           |